# Leo Winters
Leo Winters (* 7. November 1922 in Hooker, Texas County, Oklahoma; † 5. März 2005 in Oklahoma City, Oklahoma) war ein US-amerikanischer Politiker. Zwischen 1963 und 1969 war er Vizegouverneur des Bundesstaates Oklahoma.

## Werdegang
Leo Winters war der Sohn deutschstämmiger Einwanderer aus der Ukraine. Er begann ein Studium an der Oklahoma Panhandle State University, das er aber wegen des amerikanischen Eintritts in den Zweiten Weltkrieg abbrach, um im Fliegerkorps der United States Army als Pilot zu dienen. Dabei wurde er als Bomberpilot in Nordafrika und im Mittelmeerraum eingesetzt. Nach dem Krieg setzte er sein Studium an der Panhandle State University fort. Danach war er für einige Zeit als Lehrer tätig. Er war auch im Pferdesport engagiert. 1988 wurde er Präsident der American Quarter Horse Association.
Nach einem Jurastudium an der University of Oklahoma und seiner 1957 erfolgten Zulassung als Rechtsanwalt begann Winters in diesem Beruf zu arbeiten. Zwischen 1955 und 1963 war er auch Vorsitzender des Wahlausschusses seines Staates. In dieser Zeit wurde im Wagoner County ein Wahlbetrug aufgedeckt und Winters war bei der Aufklärung dieser Vorgänge behilflich. Politisch war er Mitglied der Demokratischen Partei. Im Jahr 1956 war er Ersatzdelegierter zur Democratic National Convention. 1962 wurde er an der Seite von Henry Bellmon zum Vizegouverneur von Oklahoma gewählt. Dieses Amt bekleidete er zwischen 1963 und 1967. Dabei war er Stellvertreter des Gouverneurs und Vorsitzender des Staatssenats. Nach seiner Zeit als Vizegouverneur wurde er als State Treasurer Finanzminister seines Staates. Dieses Amt übte er bis 1969 aus. Er starb am 5. März 2005 in Oklahoma City.